# Нагаєвський Ісидор Дмитрович
Ісидо́р Дмитрович Нагає́вський (21 червня 1908, Полівці, нині Чортківський район Тернопільська область, Україна — 7 травня 1989, Парма, США) — український греко-католицький священник, капелян, доктор наук, історик. Чоловік О. Нагаєвської. Доктор філософії (1953 р.), професор. Дійсний член НТШ у США.

## Життєпис
Закінчив Бережанську гімназію у 1929 році . З документів відомо, що І. Нагаєвський також навчався у гімназіях Чорткова, Тернополя та Рогатина. Закінчив Львівську богословську академію (1934 р.). 22 червня 1935 р. прийняв духовний сан; працював священником у селах Могильниця і Залав'є (нині Теребовлянського району), згодом —   на парафіях  Брідщини: у селах Берлин, а потім Білявці і Бовдури (нині Бродівського району Львівської області).
За участь в українському національному русі — ув'язнений у Березі Картузькій (липень — вересень 1939), згодом — в'язень радянських і гітлерівських тюрем (навесні 1943 р. — в'язень ґестапо). Рятуючись від радянських репресій, перебрався до м. Грубешів (нині Польща), де працював культурно-освітнім референтом Українського допомогового комітету.
У 1943–1944 рр. — капелан дивізії «Галичина». Від 1945 р. — у таборах в американській окупаційній зоні в Німеччині та Італії.
1947 р. еміґрував до США.
Від 1953 р. — професор Українського Вільного Університету в м. Мюнхен (Німеччина). Член Американського історичного товариства, голова секції Українського богословського наукового товариства в Америці. Редактор журналу «Місіонар», співпрацював із редакціями часописів «Шлях» і «Америка». Від 1963 р. — надзвичайний професор історії Українського католицького університету в м. Рим (Італія).

## Доробок

### Історичні праці
- «Католицька церква в минулому і сучасному України» (1950)
- «Кирило-Мефодіївське християнство в Русі-Україні» (1954)
- «Рим і Візантія: Вселенська церква і патріархат» (1956)
- «Князь Ізяслав Ярославич і папський престол» (1957)
- «Історія римських вселенських архієреїв» (3 т.; латин.)
- «Історія України» (History of Ukraine, 1962)
- «Історія новітньої Української держави 1917—1923» (History of Modern Ukrainian State, 1917-23, 1966)
- «Історія Української держави двадцятого століття» (1989; перевидана у м. Київ 1994)

### Художні
- «Тернистим шляхом. Спогади священика про Березу» (автобіографічна повість, 1957)
- «Спогади польового духовника» (1985)

Автор статей на релігійні та педагогічні теми й інших.